# ترویزو
شهر ترویزو (به ایتالیایی: Treviso) با جمعیت ۸۱٬۶۴۲ نفر در ناحیه ونتو در کشور ایتالیا واقع شده است.